# Villaquirán de la Puebla
Villaquirán de la Puebla – gmina w Hiszpanii, w prowincji Burgos, w Kastylii i León, o powierzchni 11,48 km². W 2011 roku gmina liczyła 49 mieszkańców.